# Mohelnaspis graminicola
Mohelnaspis graminicola är en insektsart som först beskrevs av Takahashi 1934.  Mohelnaspis graminicola ingår i släktet Mohelnaspis och familjen pansarsköldlöss.
Artens utbredningsområde är Taiwan. Inga underarter finns listade i Catalogue of Life.